# Териакиу, Александру
Александру Териакиу (рум. Alexandru Teriachiu; 1829, Текуч, Молдавское княжество — 2 марта 1893, Бухарест) — румынский политический, государственный и дипломатический деятель, министр культуры и общественного образования, министр иностранных дел, министр внутренних дел Княжества Румыния.

## Биография
Образование получил в Париже, где был членом румынского студенческого общества (1846—1848).
Вернувшись на родину, продолжил борьбу за политические права румын и за объединение княжеств Валахии и Молдавии.
После объединения княжеств в 1859 году возглавил министерство культуры и общественного образования (27 апреля 1859 года — 10 ноября 1859 года), позже работал министром иностранных дел (17 августа — 12 ноября 1867) и министром внутренних дел (20 июля 1880 года — 9 апреля 1881 года).
В мае 1886 года он был назначен Чрезвычайным и полномочным посланником Румынии в Афинах.
А. Териакиу был одним из основателей Национал-либеральной партии (1875). Несколько раз избрался депутатом парламента и сенатором от этой партии.